# Pholidota schweinfurthiana
Pholidota schweinfurthiana är en orkidéart som beskrevs av Louis Otho Otto Williams. Pholidota schweinfurthiana ingår i släktet Pholidota och familjen orkidéer. Inga underarter finns listade i Catalogue of Life.